# Timecode (Film)
Timecode ist ein Film von Mike Figgis, der mit der visuellen Darstellung verschiedener, gleichzeitiger Handlungsstränge spielt. Das Filmbild ist komplett in vier Split-Screens aufgeteilt, die jeweils das ununterbrochene Bild einer von vier Kameras sind. Auch der Ton ist auf vier verschiedene Handlungen bzw. Perspektiven aufgeteilt. Das Sehen des Filmes stellt zunächst eine Herausforderung an die Wahrnehmung dar, durch jeweilige Hervorhebung einer „Tonperspektive“ wird der Zuschauer aber durch das zunächst chaotisch Wirkende geleitet.

## Handlung
Die Handlung spielt in Los Angeles, hauptsächlich in einer Filmproduktionsfirma und ihrer Umgebung. Rose ist die Freundin von Lauren Hathaway, sie möchte in einem Casting eine Rolle ergattern. Lauren ist reich und sehr eifersüchtig, sie begleitet Rose in ihrer Limousine zum Gespräch. Weil sie vermutet, dass Rose eine Affäre hat, bespitzelt sie diese per Handy. Rose verleugnet ihr Verhältnis mit dem alkoholabhängigen, cholerischen Filmproduzenten Alex Green, von dem sie sich eine Rolle in seinem nächsten Film verspricht. Alex’ Frau Emma wiederum wird ihn noch am selben Tag verlassen und eine ihr unbekannte Frau aus einer Buchhandlung mit nach Hause nehmen. Während Lauren draußen im Auto sitzend mithört, haben Alex und Rose in einem Filmvorführraum der Produktionsfirma Sex miteinander.
Nachdem Alex Rose rüde enthüllt, dass es keine Rolle für sie gibt, wird ein anderer Produzent auf sie aufmerksam und bietet ihr ein Engagement an. Der Gesundheitsfan Quentin verteilt Massagen und gute Ratschläge. Der mittlerweile von Emma verlassene Alex wird selbstmitleidig und beschimpft in einem Produktionsmeeting Renee und andere seiner Mitarbeiter und Kollegen. Als Lauren wutentbrannt in das Meeting stürmt und auf Alex trifft, erschießt sie ihn aus Eifersucht.

## Die digitale Kameratechnik und ihre Auswirkungen
Der Titel Timecode bezieht sich auf den Zeitstempel, der auf jedem Stückchen Film zu finden ist und es bei der Nachproduktion der Filme ermöglicht, derart synchronisierte Aufnahmen aus verschiedenen Perspektiven oder zu verschiedenen Zeiten am Schneidetisch wieder zusammenzufügen, z. B. zu einer Schuss-Gegenschuss-Sequenz. Figgis hat diese Technik in seinem Film quasi experimentell, da vorher noch nicht in dieser Form vorhanden, zum Prinzip erhoben. Sein Ziel war es, einen Film von Anfang bis Ende aus vier verschiedenen Perspektiven und ohne Pause zu drehen, und am Ende doch eine Geschichte erzählt zu haben. Eine Geschichte, die man insbesondere bei wiederholtem Sehen nicht nur übertragen, sondern real aus verschiedenen Perspektiven betrachten können sollte, und deren Ganzes letzten Endes mehr als die Summe der einzelnen Quadranten wäre.
Den Schauspielern, Technikern und allen weiteren Beteiligten des Films verlangte dieses Ziel eine komplett andere Arbeitsweise ab, als sie es von anderen Produktionen gewohnt waren. Erstens unterscheidet sich der durchgängige Dreh des Filmes, immerhin ist er 93 Minuten lang, stark von den üblichen Zeitspannen von wenigen Minuten pro Szene, die Konzentrationsfähigkeit insbesondere der Filmschauspieler wurde also auf ganz andere Art gefordert als sonst. Zweitens war es durch die Durchgängigkeit nicht möglich, Szenen zu schneiden. Wenn auch nur einem der vier Teams ein gravierender Fehler unterlief, konnte die betreffende Version nicht verwendet werden. Eine Wiederholung einer schlechten Szene war ebenso wenig möglich wie ein Zusammenschneiden der besten Elemente verschiedener Perspektiven. Dies wurde explizit von Figgis noch dadurch verhindert, dass er von den Schauspielern an jedem Drehtag ein neues Outfit wünschte. Drittens gab es keine festen Dialoge, da die Struktur, die die Technik vorgab, zu rigide war als dass eine ebenso strenge Drehbuchhaftung hätte funktionieren können, unweigerlich hätte es einen Konflikt gegeben zwischen diesen beiden Elementen.
Das Drehbuch reduzierte sich auf wenige Anweisungen und vor allem auf bestimmte Zeitpunkte, an denen verschiedene Protagonisten an demselben Ort aus verschiedenen Perspektiven aufeinander trafen oder anders miteinander in Kontakt traten. Diese Zeitpunkte mussten unbedingt eingehalten werden, deswegen trugen zum Beispiel alle Schauspieler absolut synchrone Uhren. Statt eines genauen Drehbuchs gab es eine Art Partitur für die Aufnahmeteams, das auf Notenpapier festgehalten wurde. Die Geschichte an sich musste zwar in eine bestimmte Richtung vorangebracht werden, die genaue Art und Weise wie dies geschah aber war nicht festgelegt, es durfte improvisiert werden.
Die vier Perspektiven des Films sind nicht vier bestimmten Figuren zugeordnet. Im Gegenteil folgen die Kameras mal dem einen, mal dem anderen Protagonisten, manche Protagonisten 'wandern' von einem Ausschnitt der Leinwand zum anderen, beginnen also z. B. im linken oberen Quadrant, um zwischendurch aus dem Bild zu verschwinden und dann in einem anderen Quadrant wieder aufzutauchen. Treffen sich mehrere Protagonisten, kann es sein, dass die Kameraperspektive ab dann scheinbar spontan jemand anderem folgt  als bisher. Ein einziges Telefongespräch kann, ähnlich wie zum Beispiel im Film Harry und Sally, aus der Perspektive des Anrufenden und aus derjenigen des Angerufenen gefilmt sein, zusätzlich dazu aber noch aus der Perspektive eines weiteren Beobachters, der einer der beiden Figuren beim Telefonieren zuschaut, während die letzte Perspektive sich einer Figur widmet, die woanders etwas ganz anderes tut.
Insgesamt wurde der Film 15 Mal gedreht, in immer anderen Versionen. Schauspieler und Techniker waren immer besser aufeinander abgestimmt, was man auch an der erstaunlich geringen Anzahl von Kamerafehlern sehen kann. Es finden sich kaum mehr Sichtungen von Crew oder Equipment im Film als in konventionellen monoperspektivischen Filmen. Die Fassung, welche als Film in die Kinos kam, ist die letzte, die aufgenommen wurde. Die gesamte Drehzeit betrug lediglich zwei Wochen, mehr als eine Version am Tag war nicht zu schaffen. Auf herkömmlichen analogen Kameras gedreht hätte allein das Filmmaterial ein Mehrfaches des relativ kleinen Budgets verschlungen. In dieser Form möglich wurde der Film also nur durch die in den letzten Jahren immer verbreitetere digitale Aufnahmetechnik.

## Kritiken und Rezeption
Bei Timecode treten die Geschichte und die Mittel, mit denen die Geschichte erzählt werden, hinter die Technik der Aufnahme zurück. Resultierend daraus ist dies ein Film mit starkem visuellem Eindruck und im Vergleich dazu schwacher Erzählung, von den Einen für seine Innovativität und Frische geschätzt, von Anderen wegen der relativen Flachheit der Charaktere und der 'Banalität' der Story gescholten. Frühere Filme von Figgis gehen in der Tat tiefer auf die Figuren ein, insbesondere sein bisher erfolgreichster Film Leaving Las Vegas, für den es mehrere Oscar-Nominierungen gab, eine davon für die Regie. Auch empfinden viele das Sehen des Filmes als anstrengend und verwirrend, es ist nicht unbedingt einfach, der Handlung zu folgen. Die formale Gestaltung des Films schreckte das Gros der Kinobesucher von vornherein ab, ein großer Kassenerfolg war der Film dementsprechend nicht.
Die Idee, einen Film durchgängig in der tatsächlichen Zeit zu drehen, ist auch nicht neu: Schon Alfred Hitchcock hat dies in seinem Cocktail für eine Leiche angestrebt. Damals, ohne die digitale Technik von heute, musste nach einer bestimmten Zeit die Filmrolle gewechselt werden, was im fertigen Film durch geschickten Schnitt kaschiert wurde. Das Paaren dieses Realzeit-Konzepts mit gleich vier verschiedenen Bildebenen aber war neu. Die Umsetzung dieser Idee hat Figgis viel Lob und Anerkennung gebracht, eben weil dieser Film in seiner Art tatsächlich einzig und avantgardistisch ist. Geschichte und Akteure, flach oder nicht, wirken in einer Art perfekt aufeinander abgestimmten Balletts mit. Auch die Möglichkeit, in der DVD-Version zwischen den verschiedenen Tonebenen wählen und so die verschiedenen Perspektiven des Films selber mischen zu können, ist ein Novum.

## Auszeichnungen
Der Film wurde im Jahr 2001 für den DVD Exclusive Award in der Kategorie „Bester Audiokommentar“ nominiert.